# Dejan Filipović
Dejan Filipović (szerbül: Дејан Филиповић) (Belgrád, 1973. április 2. –) szerb nemzetközi labdarúgó-játékvezető.

## Pályafutása

### Nemzeti játékvezetés
Ellenőreinek, sportvezetőinek javaslatára lett az I. Liga játékvezetője. Az aktív nemzeti játékvezetéstől 2009-ben vonult vissza.

### Nemzetközi játékvezetés
A Szerb labdarúgó-szövetség Játékvezető Bizottsága (JB) terjesztette fel nemzetközi játékvezetőnek, a Nemzetközi Labdarúgó-szövetség (FIFA) 2007-től tartotta nyilván bírói keretében. Több nemzetek közötti válogatott és klubmérkőzést vezetett. A szerb nemzetközi játékvezetők rangsorában, a világbajnokság-Európa-bajnokság sorrendjében többedmagával a 11. helyet foglalja el 2 találkozó szolgálatával. Az aktív nemzetközi játékvezetéstől 2009. december 31-én búcsúzott. Válogatott mérkőzéseinek száma: 2.

#### Világbajnokság
A világbajnoki döntőhöz vezető úton Dél-Koreába és Japánba a XVII., a 2002-es labdarúgó-világbajnokságra a FIFA JB bíróként alkalmazta.
| Időpont              | Helyszín                   | Mérkőzés típusa           | Mérkőzés        | Eredmény | Nézők száma |
| -------------------- | -------------------------- | ------------------------- | --------------- | -------- | ----------- |
| 2008. szeptember 10. | Letzigrund Stadion, Zürich | előselejtező (1. csoport) | Svájc–Luxemburg | 1 – 1    | 20 500      |

#### Európa-bajnokság
Belgium rendezte a 2007-es U17-es labdarúgó-Európa-bajnokságot, ahol a FIFA/UEFA JB bíróként alkalmazta.
| Időpont         | Helyszín                     | Mérkőzés típusa        | Mérkőzés                    | Eredmény |
| --------------- | ---------------------------- | ---------------------- | --------------------------- | -------- |
| 2007. május 2.  | Bielmont, Stadion, Verviers  | selejtező (A. csoport) | Franciaország–Spanyolország | 0 – 2    |
| 2007. május 13. | Luc Varenne Stadion, Tournai | selejtező (B. csoport) | Belgium–Anglia              | 1 – 1    |
| 2007. május 13. | Luc Varenne Stadion, Tournai | döntő                  | Spanyolország–Anglia        | 1 – 0    |

Csehország rendezte a 2008-as U19-es labdarúgó-Európa-bajnokságot, ahol az UEFA JB hivatalnoki feladatokkal látta el.
| Időpont          | Helyszín                        | Mérkőzés típusa        | Mérkőzés                 | Eredmény |
| ---------------- | ------------------------------- | ---------------------- | ------------------------ | -------- |
| 2008. július 14. | Městský Stadion, Mladá Boleslav | selejtező (B. csoport) | Görögország–Olaszország  | 1 – 1    |
| 2008. július 20. | Na Litavce Stadion, Pribram     | selejtező (A. csoport) | Magyarország–Németország | 1 – 2    |

Az európai-labdarúgó torna döntőjéhez vezető úton Ausztriába és Svájcba a XIII., a 2008-as labdarúgó-Európa-bajnokságra az UEFA JB játékvezetőként foglalkoztatta.
| Időpont             | Helyszín                     | Mérkőzés típusa        | Mérkőzés              | Eredmény | Nézők száma |
| ------------------- | ---------------------------- | ---------------------- | --------------------- | -------- | ----------- |
| 2007. szeptember 8. | Olimpiai Stadion, Serravalle | selejtező (D. csoport) | San Marino–Csehország | 0 – 3    | 3000        |